# Pheroliodes longiceps
Pheroliodes longiceps är en kvalsterart som beskrevs av Balogh och Sandór Mahunka 1966. Pheroliodes longiceps ingår i släktet Pheroliodes och familjen Pheroliodidae. Inga underarter finns listade i Catalogue of Life.